# Mascote (Bahia)
Mascote é um município brasileiro do estado da Bahia. Segundo dados coletados pelo Instituto Brasileiro de Geografia e Estatística (IBGE), no ano de 2020, o município contava com uma população de 13 717 habitantes ocupando uma área de 742,689 km².

## História
Às margens do rio Pardo se originou um povoado, mais tarde denominado Novo Horizonte. No ano de 1923, tornou-se distrito, porém suprimido em 1930, e anexado, em 1933 ao distrito de Boa Vista do Jacarandá, sob a jurisdição de Canavieiras.
Retornou à condição de sede distrital, em 1938, com o topônimo alterado para Mascote. Município criado com território desmembrado de Canavieiras, por Lei Estadual de 19 de julho de 1962, o município foi emancipado por Vitório Nunes de Almeida que também foi seu primeiro prefeito, com a denominação de Mascote, após a homologação feita pelo governador Juracy Magalhães (UDN).  Localiza-se a uma latitude 15º33'47" sul e a uma longitude 39º18'09" oeste, estando a uma altitude de 43 metros.

## Economia
Sua economia gira em torno da agropecuária, tendo destaque a produção de cacau e de gado bovino.
A produção pesqueira obtida em seu principal curso d'água — o rio Pardo — atende ao consumo local, com fornecimento de parte menor disso a municípios da região, como Camacan.

## Subdivisões
O município de Mascote tem quatro distritos: Mascote (sede), São João do Paraíso, Pimenta e Teixeira do Progresso. Além do mais, conta com um povoado: Novo Horizonte.

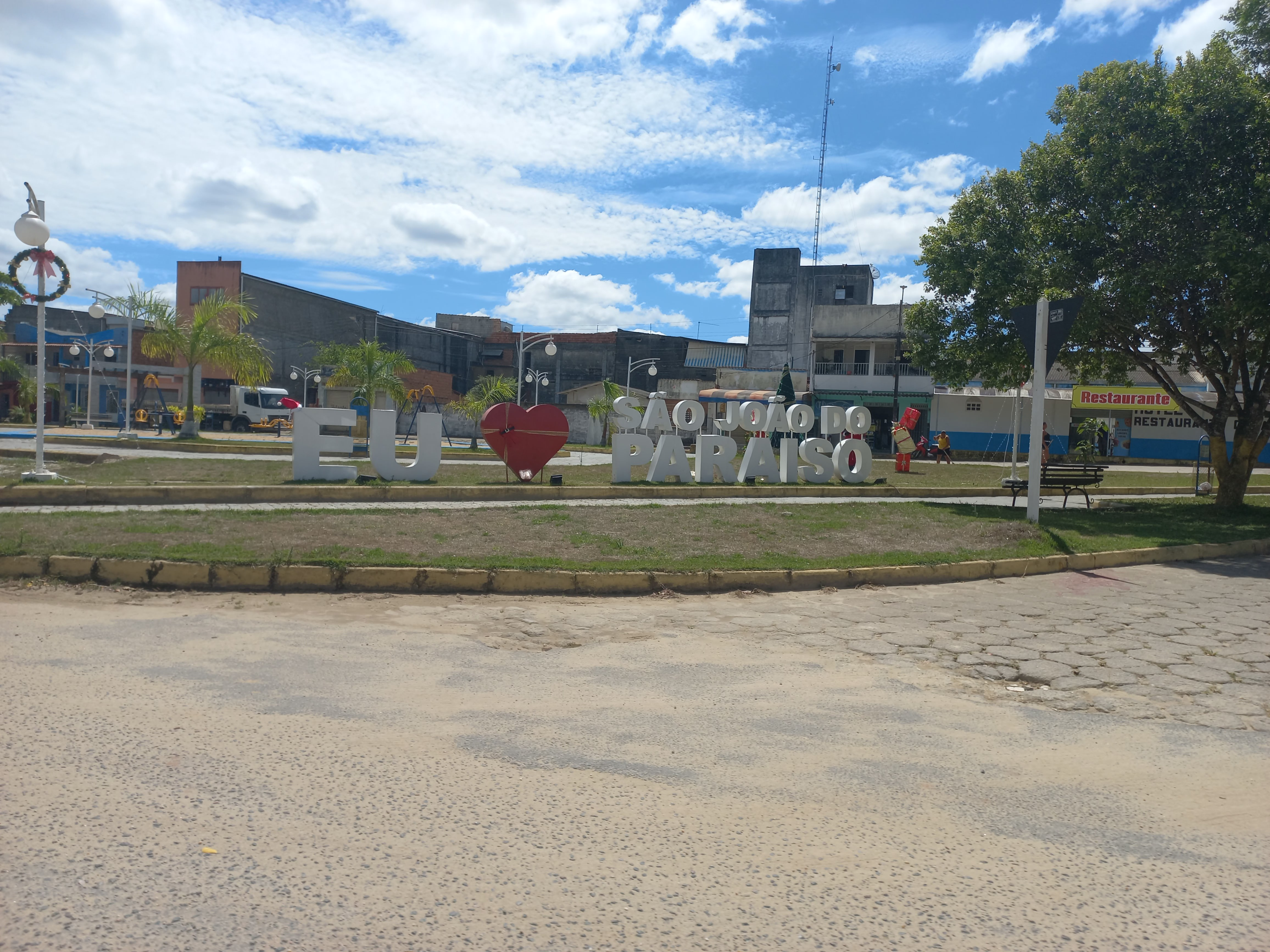
São João do Paraíso, um dos distritos de Mascote